# هری وان زل
هری وان زل (انگلیسی: Harry von Zell؛ ۱۱ ژوئیهٔ ۱۹۰۶ – ۲۱ نوامبر ۱۹۸۱) یک نوازنده، و خواننده اهل ایالات متحده آمریکا بود.